# Potamophylax
Potamophylax is een geslacht van schietmotten uit de familie van de Limnephilidae. Het geslacht werd voor het eerst wetenschappelijk beschreven door Wallengren in 1891.

## Soorten
Het genus bevat de volgende soorten:

- Potamophylax albergaria Malicky, 1976
- Potamophylax alpinus Tobias, 1994
- Potamophylax alsos Oláh, 2014
- Potamophylax borislavi Kumanski, 1975
- Potamophylax carpathicus (Dziędzielewicz, 1912)
- Potamophylax cingulatus (Stephens, 1837)
- Potamophylax coronavirus Ibrahimi, Bilalli & Vitecek, 2021
- Potamophylax fetus Oláh, 2018
- Potamophylax gambaricus Malicky, 1971
- Potamophylax goulandriorum Malicky, 1974
- Potamophylax gurunaki Malicky, 1992
- Potamophylax haidukorum Malicky in Kumanski & Malicky, 1999
- Potamophylax hajlos Oláh, 2012
- Potamophylax horgos Coppa & Oláh, 2013
- Potamophylax humoinsapiens Ibrahimi & Bilalli, 2023
- Potamophylax idliri Ibrahimi, Bilalli & Kucinic, 2022
- Potamophylax inermis Moretti & Cianficconi in Moretti, Szczesny & Tobias, 1994
- Potamophylax inermis Moretti & Cianficconi, 1994
- Potamophylax juliani Kumanski in Kumanski & Malicky, 1999
- Potamophylax jungi Mey, 1976
- Potamophylax latipennis (Curtis, 1834)
- Potamophylax lemezes Oláh & Graf, 2013
- Potamophylax luctuosus (Piller & Mitterpacher, 1783)
- Potamophylax martynovorum Ivanov & Melnitsky, 2018
- Potamophylax millenii (Klapalek, 1899)
- Potamophylax nigricornis (Pictet, 1834)
- Potamophylax pallidus (Klapalek, 1899)
- Potamophylax qafshtamaensis Ibrahimi & Bilalli, 2021
- Potamophylax rotundipennis (Brauer, 1857)
- Potamophylax schmidi Marinkovic-Gospodnetic, 1971
- Potamophylax seprus Oláh, Lodovici & Valle, 2011
- Potamophylax simas Oláh & Coppa, 2013
- Potamophylax spinulifer Moretti, 1994
- Potamophylax tagas Oláh & Kovács, 2012
- Potamophylax transalpinus Oláh & Coppa, 2018
- Potamophylax ureges Oláh, 2013
- Potamophylax winneguthi (Klapálek, 1902)